# Gare de Weert-Saint-Georges
La gare de Weert-Saint-Georges (en néerlandais : station Sint-Joris-Weert) est une gare ferroviaire belge de la ligne 139, de Louvain à Ottignies se trouvant dans la commune belge d'Oud-Heverlee.
Mise en service en 1855 par la Compagnie du chemin de fer de Charleroi à Louvain. C'est une halte de la Société nationale des chemins de fer belges (SNCB) desservie par des trains Suburbains (S) et d'Heure de pointe (P).

## Histoire
La station de Weert-Saint-Georges est inaugurée le 12 février 1855 lorsque le Chemin de fer de Charleroi à Louvain ouvre la section de ligne comprise entre Louvain et Wavre de l’actuelle ligne 139.
La compagnie du Chemin de fer de Charleroi à Louvain devient les Chemins de fer de l'est-belge en 1859. Par fusion elle est intégrée au Grand Central Belge par l'Arrêté royal du 24 juin 1864. L'administration des chemins de fer de l'État belge rachète le réseau du Grand Central en 1897.
Le premier bâtiment de la gare est détruit en 1882 et remplacé par un second qui disparaît en 1904. Leur aspect n'est pas connu.
Un bâtiment de gare de Plan type 1895 est construit en 1904. Réalisé en brique rouge, il comporte dans sa frise et ses pilastres des décorations en brique jaune. Il possède une aile de trois travées à droite du corps central, plus tard portées à quatre, et existe toujours à l’heure actuelle. Des travaux de rénovation y ont récemment pris place.
Les guichets de la gare ont fermé et elle est aujourd’hui un simple point d’arrêt.

## Service des voyageurs

### Accueil
Halte SNCB, c'est un point d'arrêt non gardé (PANG) à entrée libre. La traversée des voies s'effectue par un souterrain.

### Desserte
Sint-Joris Weert est desservie par les trains InterCity (IC), Suburbains (S) et d'Heure de pointe (P) qui effectuent des missions sur la ligne commerciale 139 (Louvain – Wavre).
La gare est desservie par des trains S20 de Louvain à Ottignies toutes les demi-heures en semaine, et toutes les heures les week-ends et fériés.
Tous les dimanches soirs en période scolaire, Sint-Joris-Weert est le terminus de trains P mis en place pour les étudiants résidant loin de Louvain : deux venant de Hamont via Neerpelt, Mol, Lierre et Malines-Nekkerspoel ; un d'Essen via Anvers-Central, Lierre et Aarschot et un depuis Poperinge, via Courtrai et Gand.

### Intermodalité
Bus De Lijn desservant l'arrêt Sint-Joris-Weert Oud Station situé à proximité immédiate de la halte ferroviaire : Bus 344 Bruxelles - Hamme-Mille, Bus 717 (boucle de Leuven-Oost).
Un grand parking à vélos a été créé en 2021.

## Comptage voyageurs
Ce graphique et tableau montre le nombre de voyageurs embarquant en moyenne durant la semaine, le samedi et le dimanche.
| Nombre de passagers qui embarquent à la gare de Weert-Saint-Georges | Nombre de passagers qui embarquent à la gare de Weert-Saint-Georges | Nombre de passagers qui embarquent à la gare de Weert-Saint-Georges | Nombre de passagers qui embarquent à la gare de Weert-Saint-Georges |
|                                                                     | Semaine                                                             | Samedi                                                              | Dimanche                                                            |
| ------------------------------------------------------------------- | ------------------------------------------------------------------- | ------------------------------------------------------------------- | ------------------------------------------------------------------- |
| 1977                                                                | 357                                                                 | 115                                                                 | 90                                                                  |
| 1978                                                                | 343                                                                 | 97                                                                  | 86                                                                  |
| 1979                                                                | 287                                                                 | 32                                                                  | 27                                                                  |
| 1980                                                                | 277                                                                 | 52                                                                  | 29                                                                  |
| 1981                                                                | 324                                                                 | 42                                                                  | 38                                                                  |
| 1982                                                                | 368                                                                 | 60                                                                  | 60                                                                  |
| 1983                                                                | 316                                                                 | 31                                                                  | 31                                                                  |
| 1984                                                                | 408                                                                 | 73                                                                  | 75                                                                  |
| 1985                                                                | 327                                                                 | 94                                                                  | 91                                                                  |
| 1986                                                                | 222                                                                 | 56                                                                  | 60                                                                  |
| 1987                                                                | 205                                                                 | 45                                                                  | 40                                                                  |
| 1988                                                                | 230                                                                 | 67                                                                  | 74                                                                  |
| 1989                                                                | 249                                                                 | 79                                                                  | 134                                                                 |
| 1990                                                                | 204                                                                 | 39                                                                  | 43                                                                  |
| 1991                                                                | 216                                                                 | 51                                                                  | 56                                                                  |
| 1992                                                                | 205                                                                 | 71                                                                  | 109                                                                 |
| 1993                                                                | 165                                                                 | 51                                                                  | 84                                                                  |
| 1994                                                                | 145                                                                 | 63                                                                  | 53                                                                  |
| 1995                                                                | 155                                                                 | 65                                                                  | 119                                                                 |
| 1996                                                                | 160                                                                 | 46                                                                  | 131                                                                 |
| 1997                                                                | 176                                                                 | 69                                                                  | 120                                                                 |
| 1998                                                                | 279                                                                 | 70                                                                  | 53                                                                  |
| 1999                                                                | 215                                                                 | 72                                                                  | 96                                                                  |
| 2000                                                                | 186                                                                 | 56                                                                  | 112                                                                 |
| 2001                                                                | 208                                                                 | 44                                                                  | 60                                                                  |
| 2002                                                                | 192                                                                 | 49                                                                  | 122                                                                 |
| 2003                                                                | 193                                                                 | 40                                                                  | 66                                                                  |
| 2004                                                                | 212                                                                 | 36                                                                  | 26                                                                  |
| 2005                                                                | 229                                                                 | 72                                                                  | 74                                                                  |
| 2006                                                                | 236                                                                 | 70                                                                  | 96                                                                  |
| 2007                                                                | 259                                                                 | 162                                                                 | 90                                                                  |
| 2008                                                                | -                                                                   | -                                                                   | -                                                                   |
| 2009                                                                | 201                                                                 | 70                                                                  | 68                                                                  |
| 2010                                                                | -                                                                   | -                                                                   | -                                                                   |
| 2011                                                                | -                                                                   | -                                                                   | -                                                                   |
| 2012                                                                | 293                                                                 | 95                                                                  | 63                                                                  |
| 2013                                                                | 239                                                                 | 94                                                                  | 74                                                                  |
| 2014                                                                | 287                                                                 | 78                                                                  | 89                                                                  |
| 2015                                                                | 287                                                                 | 64                                                                  | 89                                                                  |
| 2016                                                                | 291                                                                 | 101                                                                 | 199                                                                 |
| 2017                                                                | 370                                                                 | 111                                                                 | 185                                                                 |
| 2018                                                                | 294                                                                 | 74                                                                  | 100                                                                 |
| 2019                                                                | 329                                                                 | 25                                                                  | 29                                                                  |
| 2020                                                                | 212                                                                 | 70                                                                  | 56                                                                  |
| 2021                                                                | -                                                                   | -                                                                   | -                                                                   |
| 2022                                                                | 426                                                                 | 185                                                                 | 156                                                                 |
| 2023                                                                | 436                                                                 | 218                                                                 | 224                                                                 |
| 2024                                                                | 405                                                                 | 221                                                                 | 170                                                                 |

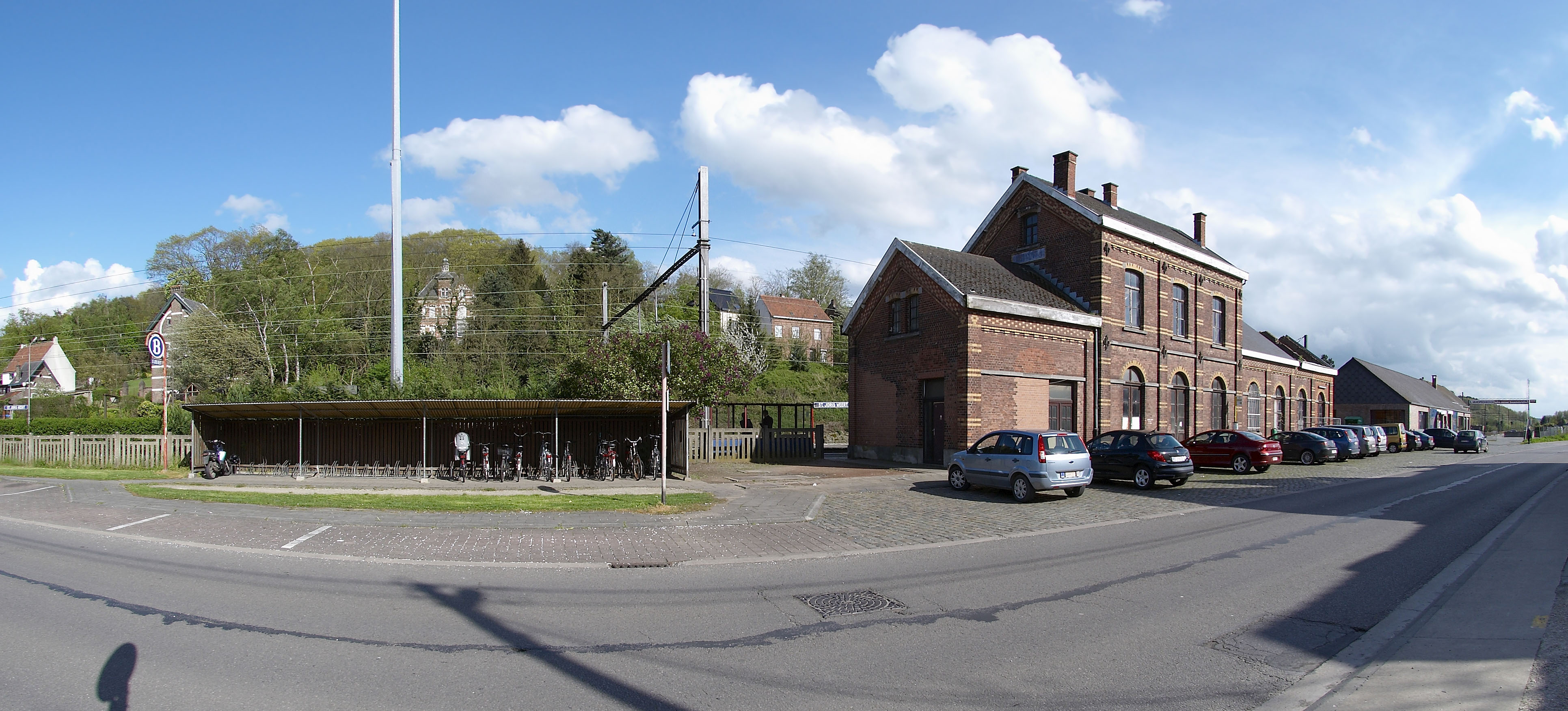
Abords de la gare (2008).
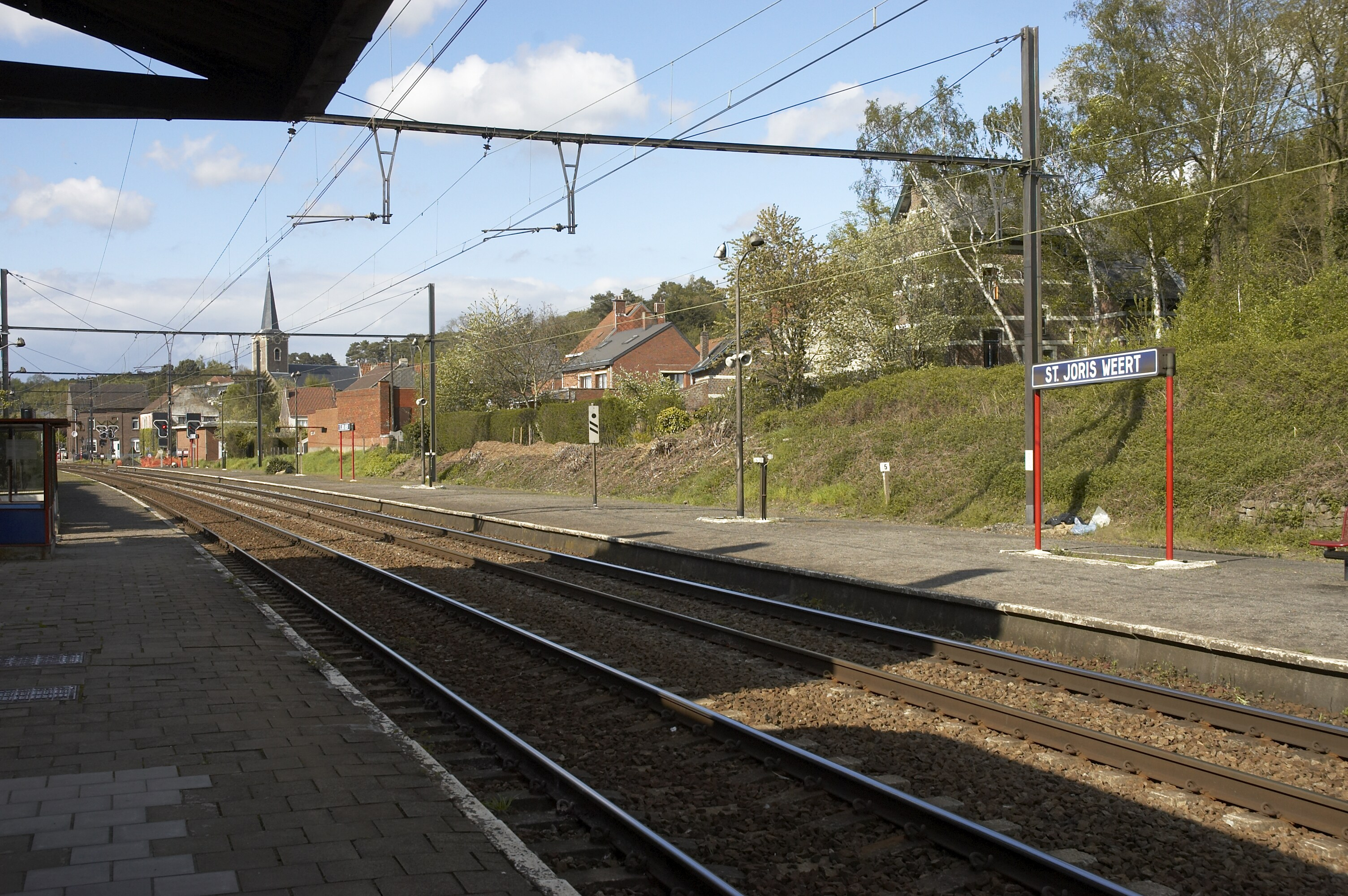
Quais.
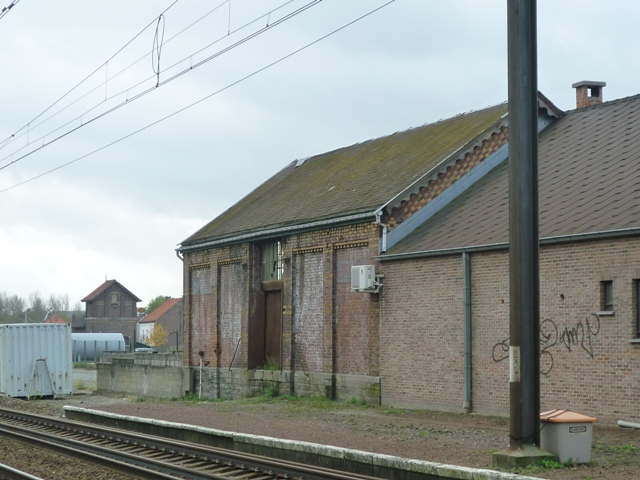
Halle à marchandises (2009).
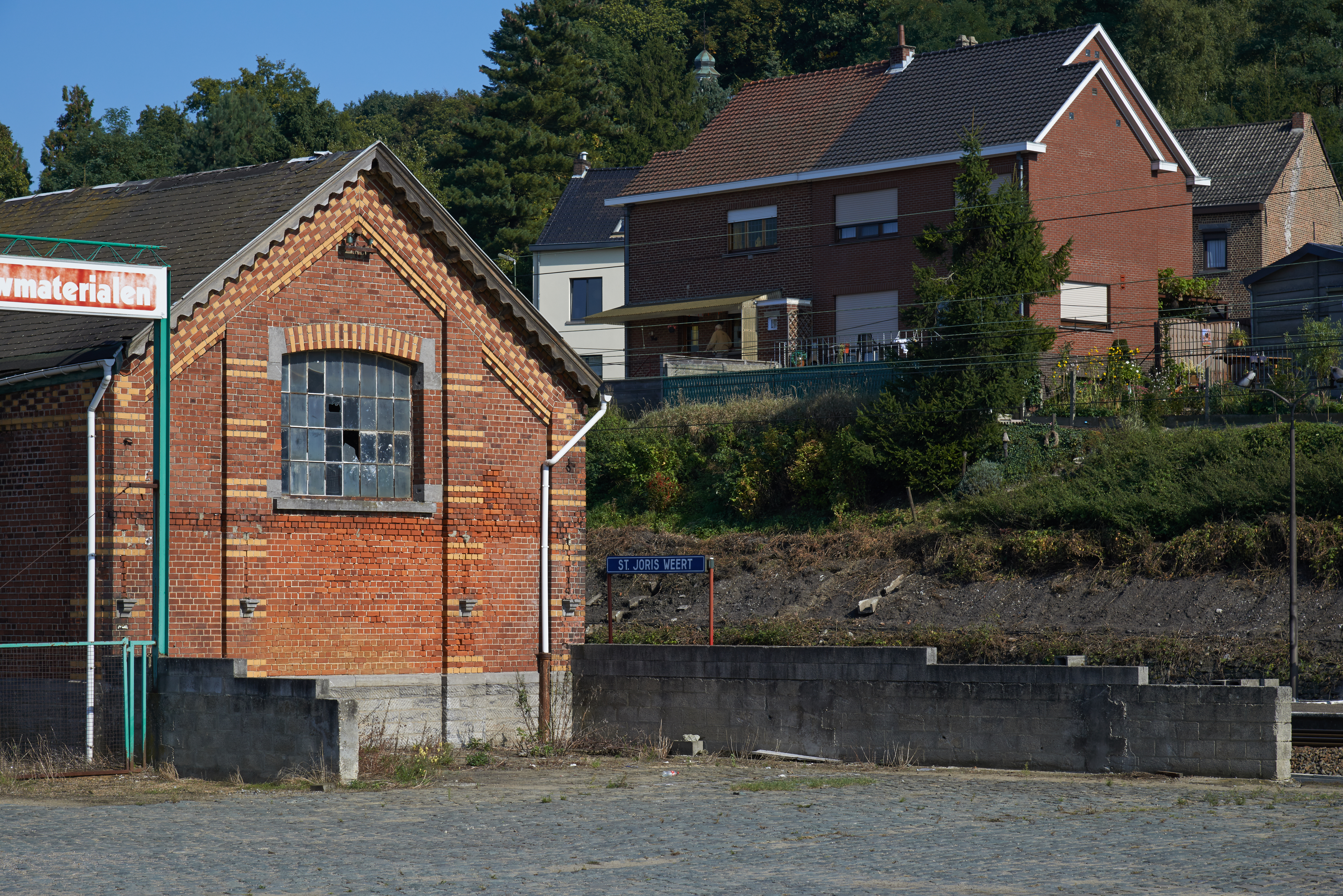
(2008)
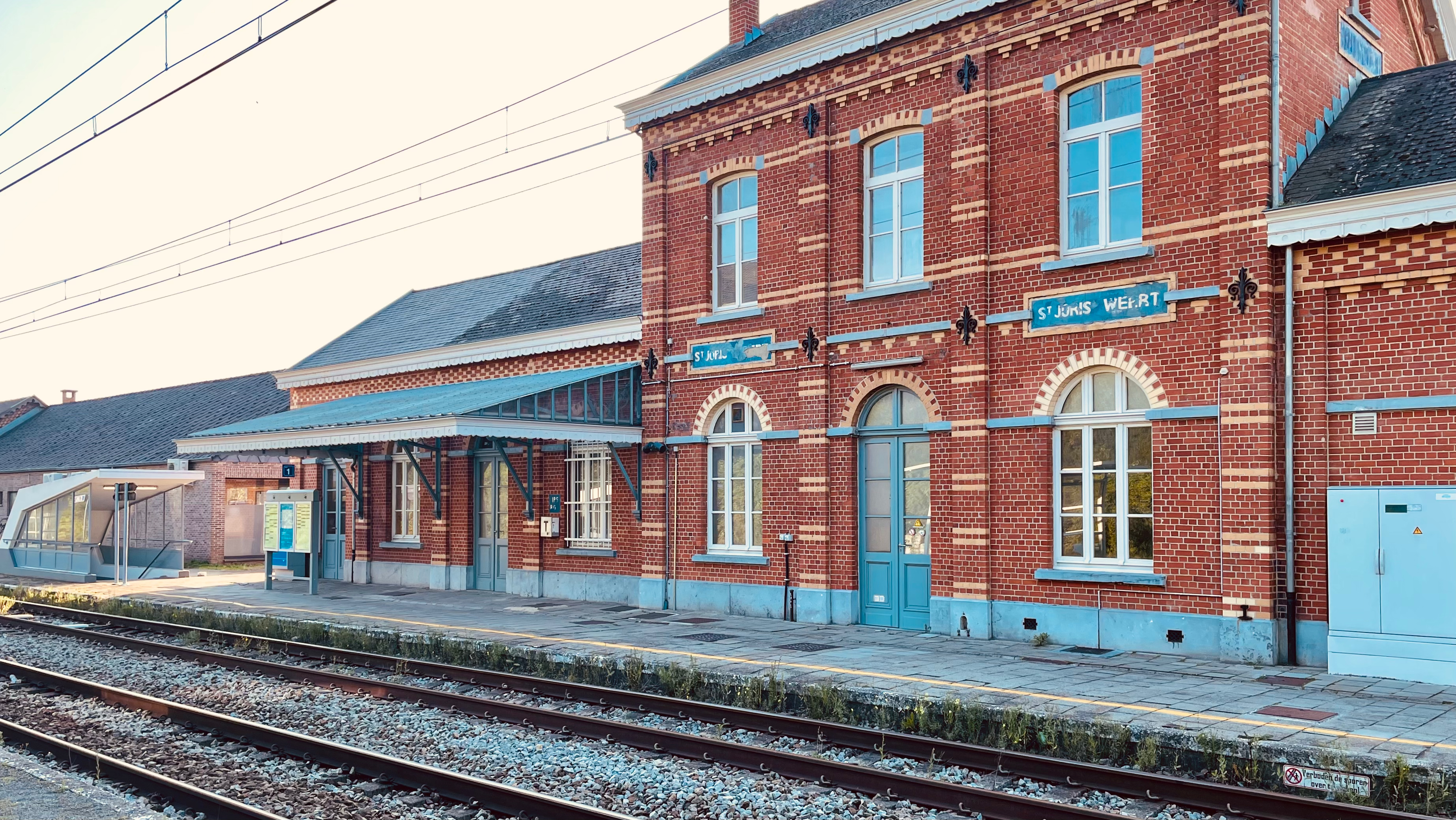
Bâtiment de la gare (2021).